# Sarothrus
Sarothrus is een geslacht van vliesvleugelige insecten van de familie Figitidae.

## Soorten
- S. brevicornis Thomson, 1877
- S. haemiscutellaris P. Masner, 1964
- S. levigatus Hartig, 1840
- S. luteipes Ionescu, 1959
- S. tibialis (Zetterstedt, 1838)